# Рефлекс Оппенгейма
Рефлекс Оппенгейма (патологический стопный разгибательный рефлекс) — патологический рефлекс, проявляющийся в разгибании большого пальца стопы при проведении пальцами по гребню большеберцовой кости вниз к голеностопному суставу. Назван в честь немецкого невролога Германа Оппенгейма, который описал данный рефлекс в 1902 году.

## Патофизиология
Является проявлением поражения системы центрального двигательного нейрона, которая включает двигательные нейроны прецентральной извилины коры головного мозга, а также их аксоны, составляющие кортикоспинальный путь (лат. tractus corticospinalis), идущие к двигательным нейронам передних рогов спинного мозга. Волокна кортикоспинального пути проводят тормозные импульсы, которые препятствуют возникновению онтогенетически более старых сегментарных спинальных рефлексов. При поражении системы центрального двигательного нейрона поступление тормозных импульсов к двигательным нейронам спинного мозга прекращается, что проявляется, в частности, возникновением патологического рефлекса Оппенгейма.

## Рефлекторная дуга и значение
Рефлекторная дуга и значение рефлекса Оппенгейма схожи с таковыми рефлекса Бабинского.
В раннем детском возрасте физиологичен и не является проявлением патологии центральной нервной системы.